# Strohgeige

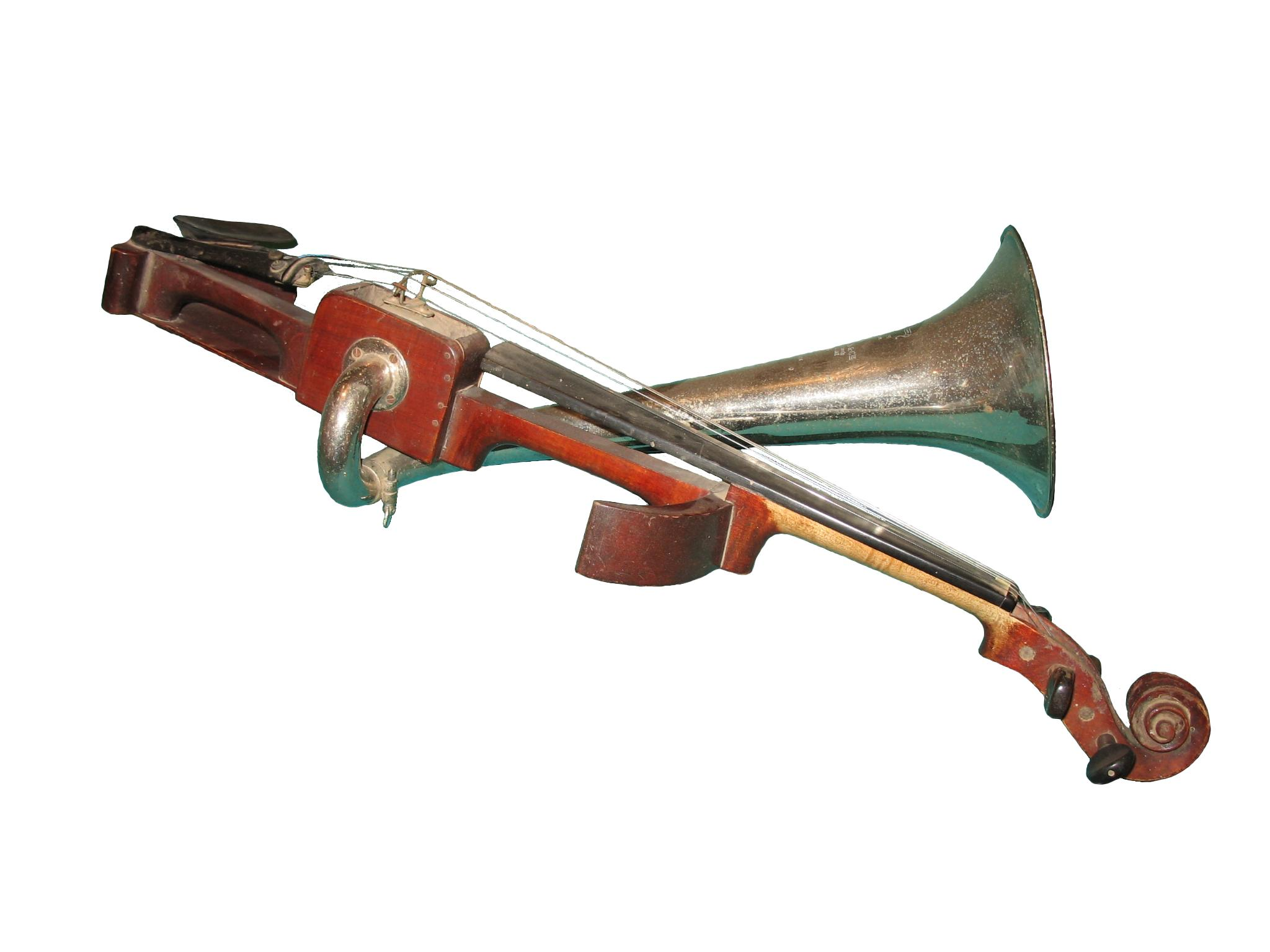
Strohgeige

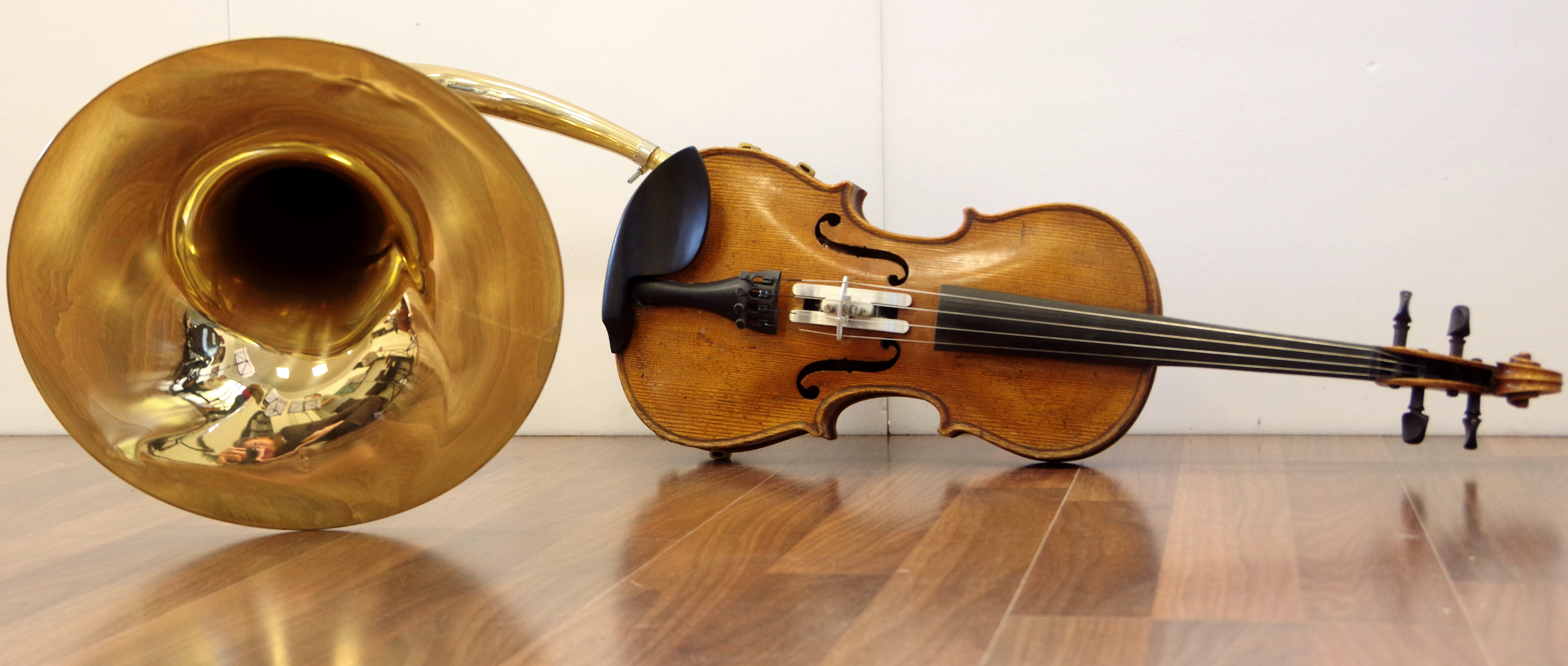
Violinophone nachgebaut von Klaus Eberle

Die Strohgeige (auch als Phonogeige bzw. Phonofiedel oder Cornet-Violine bezeichnet) ist eine 1899 in London von Johannes Matthias Augustus Stroh (* 1828 in Frankfurt am Main; † 1914 in London) entwickelte Form der Violine, die ohne Resonanzkörper auskommt.

## Tonerzeugung

Strohgeige der Marke Stroviol im Museum für Kunst und Gewerbe Hamburg

Die Saiten der Violine werden wie üblich mit einem Bogen angestrichen. Die mechanische Saitenschwingung wird am Steg über einen Hebel direkt auf eine Membran übertragen. Diese erzeugt daraus entsprechend dem Grammophon Luftschwingungen, die durch einen Trichter aus Metall verstärkt an die Umgebungsluft abgegeben werden.
Weiterhin existieren Instrumente mit einem normalen Resonanzkörper – die sogenannte Violinophone. Trotz diesem klingen sie nicht so wie eine normale Violine, da der Steg auch hier mit der Membran gekoppelt ist. Zum Spielen muss der Geiger die Glocke des Instruments um seinem Hals tragen.
Mit der Verbreitung des Grammophons und der dafür notwendigen mechanischen Aufnahmetechnik waren vor allem traditionelle Streichinstrumente dafür zu leise. Bei der Strohgeige tritt der Schall aus dem Schalltrichter verstärkt und vor allem gerichtet aus und konnte somit gleichlaut mit Blechblasinstrumenten und lauten Holzblasinstrumenten (beispielsweise dem Saxophon) zusammen aufgenommen werden.

## Tiebel-Violine

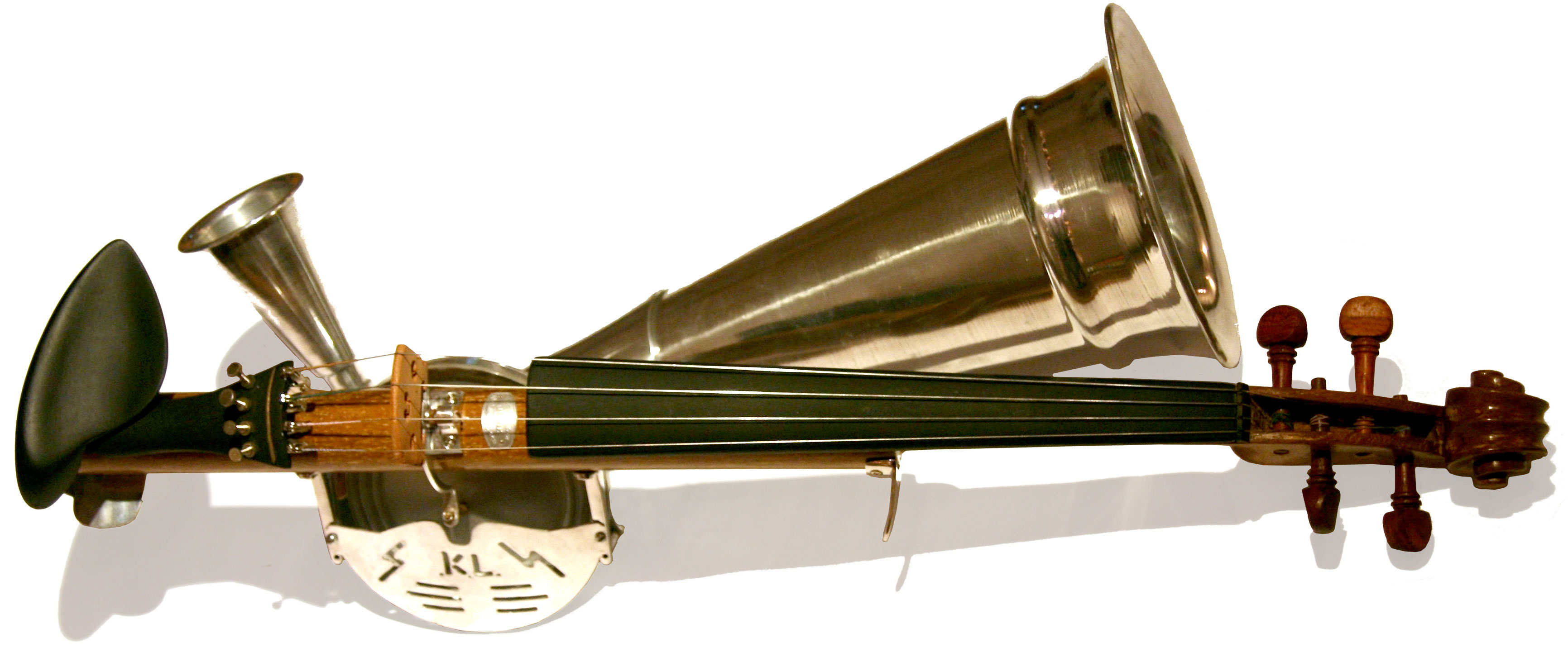
Tiebel-Violine

Um 1925 konstruierte der Markneukirchner Ingenieur Willy Tiebel eine Trichtergeige, die vom Geigenbaumeister August Glaesel baulich umgesetzt wurde. Ihr eigen ist, dass zusätzlich zum Hauptschalltrichter noch ein kleiner Schalltrichter zum linken Ohr des Musikers hin abstrahlt, damit dieser sein Spiel kontrollieren kann. Vermarktet wurde diese Tiebel-Violine als Tiebel-Radio-System-Violine.

## Weitere Varianten
Bis Anfang des 20. Jahrhunderts gab es in Großbritannien eine einsaitige Fiedel mit Schalltrichter, die wegen ihrer vermeintlichen Ähnlichkeit mit einem fernöstlichen Streichinstrument jap fiddle (von Japanese fiddle, „japanische Fiedel“) genannt wurde. Seltene Nachbauten werden in der Neuen Musik verwendet.
Heute werden im rumänischen Kreis Bihor vioară cu goarnă („Geige mit Horn“) oder higheghe genannte Strohgeigen in der Volksmusik verwendet und auch – oft im Eigenbau der Musiker – hergestellt. Das Instrument ist wahrscheinlich mit zurückkehrenden ehemaligen Auswanderern in die Gegend gelangt und hat sich als eigenständiges Instrument etabliert.
Die indische Version der Strohgeige heißt tar shehnai. Die Wortzusammensetzung aus tar (eine verbreitete Bezeichnung für Lauteninstrumente) und shehnai (eine indische Kegeloboe) entspricht dem Klang. Die tar shehnai basiert auf der nordindischen Streichlaute esraj, an die ein Messingtrichter angebracht wurde.
Ab etwa 1950 wurden in der Musik von Myanmar aus Deutschland importierte Strohgeigen gespielt. Heute werden die als hun tayaw bekannten Instrumente in Myanmar hergestellt.

## Musiker
Zu den bekannteren Musikern, die die Strohgeige wegen ihres speziellen Klanges gerne benutzen, zählen Tom Waits sowie die Bands Múm und R. Crumb & His Cheap Suit Serenaders. Im Bereich des Tango Argentino wurde sie von Julio De Caro („violín corneta“) und wird sie von Javier Casalla, dem Geiger des Bajofondo Tango Club und bei Cristóbal Repetto, gespielt. Bei Shakiras Sale El Sol-Welt-Tournee (2010–2011) spielte die Violinistin Una Palliser eine Strohgeige. 
Lindsey Stirling spielt im Musikvideo zu Roundtable Rivals auf einem solchen Instrument. Im Märchenfilm Sechse kommen durch die ganze Welt von 2014 spielt die Hauptfigur Strohgeige. Im Feld der Neuen Musik ist der britische Violinist und Klangkünstler Aleksander Kolkowski für die Verwendung der Strohgeige bekannt.